# Terrorisme misogyne

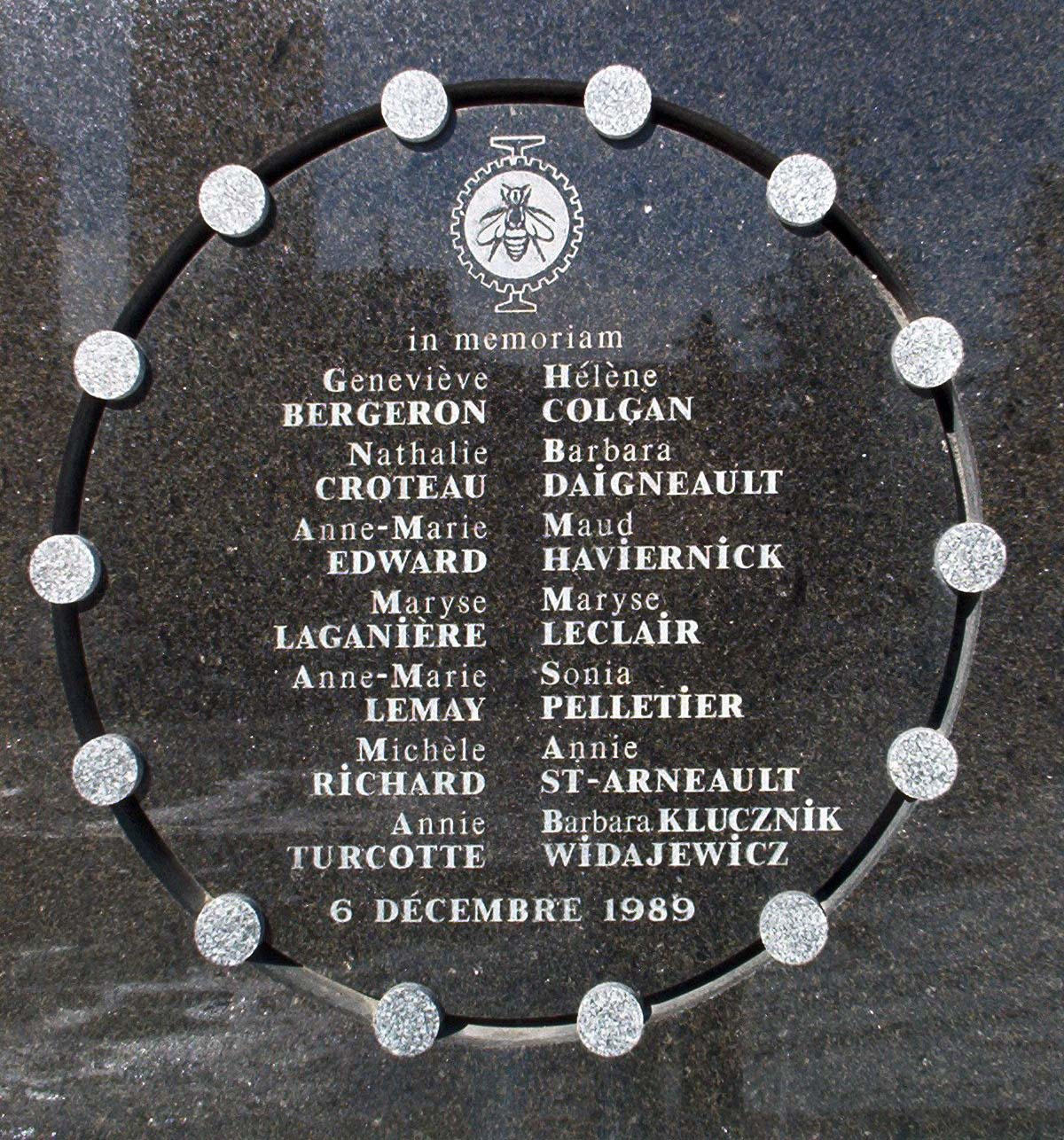
Une plaque à la mémoire des victimes de la tuerie de l'École polytechnique

Le terrorisme misogyne est un terrorisme motivé par le désir de punir les femmes. C'est une forme extrême de misogynie, le contrôle de la conformité des femmes aux attentes patriarcales de genre. Le terrorisme misogyne utilise la violence massive et aveugle pour tenter de venger la non-conformité à ces attentes ou pour renforcer la supériorité perçue des hommes.
Depuis 2018, l'idéologie misogyne ou suprémaciste masculine est répertoriée et suivie par les organisations antiterroristes comme une menace terroriste émergente. Les termes terrorisme suprémaciste masculin et extrémisme misogyne sont également utilisés pour ces actes de violence.
Le terrorisme misogyne cible souvent les représentants ou les substituts d'un type de personne envers qui le terroriste ressent de la colère. Par exemple, certains ont été motivés par une perception du droit d'avoir des relations sexuelles avec des femmes d'un type que l'agresseur considère comme attrayant. Ces attaques, dont certaines découlent de la sous-culture incel, ont ciblé à la fois des femmes et des hommes considérés comme ayant réussi sexuellement.

## Reconnaissance
Selon le Centre international de lutte contre le terrorisme (ICCT) à La Haye, les experts de la lutte contre le terrorisme ont été lents à reconnaître la misogynie comme une idéologie animatrice d'actes de violence de masse par rapport à la reconnaissance d'autres idéologies. Le Consortium national pour l'étude du terrorisme et des réponses au terrorisme (en) (START) et le Southern Poverty Law Center (SPLC) ont suivi la misogynie ou la suprématie masculine comme motivation du terrorisme depuis 2018, la décrivant comme une « menace croissante ».
L'Australian Security Intelligence Organisation considère la violence misogyne parmi les menaces terroristes à la croissance la plus rapide en 2021. Un guide pour l'application de la loi de l'Organisation pour la sécurité et la coopération en Europe note qu'un contrôle strict et systématique des rôles de genre est utilisé comme outil de recrutement à la fois par l'État islamique et par les extrémistes misogynes occidentaux parmi les mouvements incel et de défense des droits des hommes. Les deux groupes dépeignent les hommes comme des guerriers hyper-masculins et les femmes comme des gardiens passifs, des sources de gratification sexuelle et « l'ennemi » qui doit être puni.
Le massacre de l'École polytechnique de 1989 est reconnu comme le premier massacre documenté explicitement motivé par le ressentiment antiféministe. Le tireur, qui a tué 14 femmes et en a blessé 10, a déclaré que ses motivations étaient « politiques » et qu'il entendait « combattre le féminisme ».
L'idéologie misogyne n'est souvent pas mentionnée dans les rapports d'attaques terroristes, même lorsque les attaquants le déclarent explicitement.

### Motivations
La misogynie est courante parmi les tueurs de masse, même parmi ceux qui tuent pour d'autres raisons. Ce qui suit sont des motivations spécifiquement misogynes qui ont été données comme principales raisons des massacres aveugles.

#### Problèmes auxquels les hommes sont confrontés dans le monde moderne
Laura Bates écrit que les vrais problèmes et insécurités auxquels sont confrontés les jeunes hommes tels que les blessures au travail, le cancer et le suicide peuvent être cooptés par des groupes extrémistes organisés en ligne. Ces groupes présentent la force masculine, un manque de vulnérabilité, un manque d'émotion et d'autres stéréotypes de la masculinité comme solutions à ces problèmes bien que, écrit-elle, ces stéréotypes causent ou exacerbent en fait les problèmes qu'ils prétendent résoudre. Bates dit que ce toilettage idéologique peut conduire à des appels à la violence de masse contre les femmes, et que lorsque cela se produit, cela devrait être classé dans la catégorie du terrorisme.
Laurie Penny écrit que, comme d'autres formes d'extrémisme violent, l'extrémisme misogyne « promet aux perdus et aux désespérés qu'ils auront le respect et le sens du but auxquels ils ont toujours aspiré, s'ils détestent assez fort ».

#### Droit sexuel et romantique
Les meurtriers de masse, s'identifiant dans certains cas comme des incels, ont décrit être motivés par une perception du droit à des relations sexuelles ou à une compagnie avec des femmes, un désir de se venger de la perception d'être rejetées par les femmes et une volonté de remettre les femmes « à leur place  ». Par exemple, lors de l'attaque d'Isla Vista en 2014, l'agresseur a décidé de « punir toutes les femmes pour le crime de me priver de sexe ». L'idéologie incel a contribué à 90 morts et blessés depuis cette attaque, au début de 2020. L'écrivain féministe Jessica Valenti affirme que ces incels devraient être considérés comme des terroristes misogynes et avertit qu'ils se radicalisent en ligne (en).
Le droit sexuel, à lui seul, a été le principal facteur de motivation des actes de terreur. L'ICCT a constaté que les théories du complot anti-féministes sont généralement associées à d'autres idéologies d'extrême droite pour motiver les terroristes ; cependant, le droit sexuel peut être une motivation qui se suffit à elle-même.
En revanche, certains terroristes se considèrent comme combattant le désir sexuel abusif. Par exemple, la fusillade du spa d'Atlanta en 2021 semble avoir été motivée par les croyances chrétiennes évangéliques sur le péché sexuel. Alex DiBranco considère que cette motivation est liée au droit sexuel car elle blâme également les femmes pour les propres désirs sexuels de l'agresseur.

#### Suprémacisme masculin
Dans certaines attaques ou menaces de terrorisme, l'auteur a décrit le désir de renforcer la supériorité masculine dans une hiérarchie sexuelle en empêchant les femmes d'être reconnues pour leur travail ou tolérées à des postes de direction. Par exemple, la critique féministe de jeux vidéo Anita Sarkeesian a reçu des menaces de tirs de masse et d'attentats à la bombe à moins qu'une cérémonie au cours de laquelle elle devait recevoir un prix ne soit annulée. L'ICCT soutient que l'attaque terroriste de Hanau doit être comprise comme motivée par la suprématie masculine, bien que l'auteur partage certaines croyances incels.

#### Prouver la virilité
Valenti écrit que certains terroristes misogynes ont été motivés par le désir d'être à la hauteur d'un stéréotype selon lequel les « vrais hommes » sont puissants.
Les croyances incel peuvent inclure une horreur des hommes qui sont perçus comme sexuellement réussis avec les femmes. Les hommes victimes de violences misogynes ont été ciblés en raison d'un désespoir d'affirmer leur supériorité sur ces hommes.

#### Faire peur
Comme c'est le cas pour le terrorisme, ces actes visent à semer la terreur. N'importe quelle femme peut raisonnablement être troublée par le potentiel d'être ciblée, note la philosophe Kate Manne (en), car souvent les victimes de ces meurtres sont traitées comme essentiellement interchangeables. Les femmes sont ciblées simplement parce qu'elles correspondent à un certain type plutôt que parce qu'elles ont une relation particulière avec le tueur.
La misogynie ne signifie pas nécessairement l'hostilité envers les femmes universellement, ou même très généralement. Au lieu de cela, les terroristes misogynes expriment souvent le désir de cibler des femmes d'un type particulier, pour se venger d'affronts perçus ou en raison d'un lien perçu entre les femmes ciblées et le féminisme. Cependant, les femmes ciblées n'ont aucun lien réel avec un terroriste ciblant aveuglément ; au lieu de cela, ils sont considérés comme des représentants ou des remplaçants pour les femmes qu'il souhaite nuire.

## Réponses
Comme d'autres formes de terrorisme, la violence extrémiste misogyne vise à faire une déclaration politique. Cependant, les réponses politiques à cette forme de terrorisme ont été moins proactives que la réponse gouvernementale au terrorisme islamiste et à d'autres formes de terrorisme.
La réponse antiterroriste est compliquée par les attitudes culturelles envers les crimes misogynes en général. Ces crimes ont tendance à être considérés comme une « question privée » plutôt qu'un véritable sujet politique. De plus, étant donné que les attaques incel ciblent parfois les hommes et les femmes sans distinction, la motivation fondée sur le sexe de ces attaques a été difficile à reconnaître,.

### Poursuites
Christopher Cleary a plaidé (en) coupable à une accusation de tentative de menace de terrorisme pour une attaque qu'il avait planifiée contre le rassemblement de la Marche des Femmes de 2019 (en) à Provo, dans l'Utah. Il s'agissait de la première condamnation liée au terrorisme infligée à un auteur suprématiste masculin motivé principalement par le droit sexuel.
L'attaque à la machette de Toronto en 2020, dans laquelle l'auteur était associé à un groupe incel, est le premier cas connu d'une personne accusée de terrorisme sur la base d'une idéologie misogyne.
En janvier 2021, un homme d'Édimbourg, a été reconnu coupable et emprisonné pour avoir enfreint les lois sur le terrorisme en acquérant des armes en vue d'une attaque misogyne.

### Atténuation
Les auteurs de l'Institut de recherche sur le suprémacisme masculin notent que les actes de violence de masse misogyne peuvent être placés sur un continuum avec la violence conjugale, le harcèlement et d'autres harcèlements et violences sexistes. Ils recommandent de lutter contre le terrorisme misogyne avec les mêmes approches appliquées à ces autres problèmes, comme les programmes d'intervention contre les auteurs de violence domestique.
Des chercheurs australiens ont recommandé la sécurisation de l'idéologie incel, comme cela a été fait pour d'autres idéologies qui animent le terrorisme.
Jessica Valenti recommande que le féminisme construise une culture alternative utile pour les jeunes hommes, comme il l'a fait avec succès pour les jeunes femmes, ce qui donnerait aux jeunes hommes une alternative aux communautés en ligne misogynes lorsqu'ils cherchent à échapper aux contraintes de la culture dominante.

## Liste d'attentats
- Massacre de l'École polytechnique de 1989 ;
- Fusillade du Luby's de 1991[5] ;
- 2009 Fusillade dans le canton de Collier (en) ;
- Meurtres d'Isla Vista en 2014 [note 1] ;
- 2014-2015 Attaques au couteau de Portsmouth [22] ;
- 2015 Fusillade de l'Umpqua Community College[23] ;
- Fusillade du lycée aztèque de 2017 (en)[24] ;
- Attaque de fourgonnette à Toronto en 2018 [25] ;
- Fusillade systématique de conductrices au Texas en 2018 [26] ;
- Fusillade à Tallahassee en 2018 (en) [27] ;
- Fusillades de Hanau 2020 [17] ;
- Attaque à la machette de Toronto en 2020 ;
- Fusillade du quartier des divertissements de Glendale Westgate en 2020 (en)[28] ;
- Fusillade au lycée central des arts visuels et du spectacle (en).